# Australische Cricket-Nationalmannschaft in England in der Saison 1880
Die Tour der australischen Cricket-Nationalmannschaft nach England in der Saison 1880 fand vom 5. bis zum 8. September 1880 statt. Die internationale Cricket-Tour war Bestandteil der Internationalen Cricket-Saison 1880 und umfasste einen Test, der der erste Test war, der in England ausgetragen wurde. England gewann diesen mit 5 Wickets.

## Vorgeschichte
Für beide Mannschaften war es die erste Tour der Saison.
Das letzte Aufeinandertreffen der beiden Mannschaften bei einer Tour fand in der Saison 1878/79 in Australien statt. Australien bereiste zuvor England, unter anderem im Sommer 1878, doch weigerte sich der Marylebone Cricket Club, dem australischen Team die Ehre zuteilwerden zu lassen, gegen eine repräsentative englische Auswahl anzutreten. Nachdem es bei der vorhergehenden Tour in Australien zu Ausschreitungen gekommen war, stand auch diese Tour unter keinem guten Stern. Streitigkeiten zwischen Victoria und New South Wales führten dazu, dass die Tour erst spät arrangiert werden konnte, und so war es für das australische Team schwierig, adäquate Gegner zu finden. Ein erstes Spiel zwischen zwei repräsentativen Teams im Lord’s Cricket Ground kam dann nicht zu Stande und so drohte die Tour für die australische Mannschaft zu einem finanziellen Desaster zu werden. Letztendlich erklärte sich Surrey bereit, zum Abschluss der Saison einen Test austragen zu wollen, und so kam es doch noch zum ersten Test Match auf englischen Boden.

## Stadien
Die folgenden Stadien wurden für die Tour als Austragungsort vorgesehen.
| Stadion  | Stadt  | Kapazität | Spiele  |
| -------- | ------ | --------- | ------- |
| The Oval | London | 23.500    | 1. Test |

## Kaderlisten
Die Mannschaften benannten die folgenden Kader.
| Test | Test |
| England | Australien |
| --- | --- |
| - Lord Harris (K) - Billy Barnes - Edward Grace - Fred Grace - W. G. Grace - Bunny Lucas - Alfred Lyttelton (wk) - Fred Morley - Frank Penn - Alfred Shaw - Allan Steel | - Billy Murdoch (K) - George Alexander - Alec Bannerman - Jack Blackham (wk) - George Bonnor - Harry Boyle - Tom Groube - Percy McDonnell - William Moule - Joey Palmer - Jim Slight |

Für die australische Mannschaft reiste auch Frederick Spofforth, der sich jedoch in der Woche vor dem Test die Hand verletzte und so nicht am Test teilnehmen konnte.

## Tour Matches
Neben dem Test bestritt Australien insgesamt acht First-Class Matches sowie 45 weitere Spiele ohne diesen Status. Unter diesen waren:
| 17. – xx. Mai Scorecard | Derby | Australien 129 (74.3) & 42-2 (20.3) | – | Derbyshire 45 (28.0) & 125 (79.1) (f/o) |
|                         |       | Australien gewinnt mit 8 Wickets    |   |                                         |

| 10. – xx. Juni Scorecard | Dewsbury | Yorkshire 55 (47.0) & 100 (62.2) | – | Australien 65 (49.3) & 91-5 (59.2) |
|                          |          | Australien gewinnt mit 5 Wickets |   |                                    |

| 22. – xx. Juli Scorecard | Huddersfield | Yorkshire 78 (55.1) | – | Australien 229-6 (142.0) |
|                          |              | Remis               |   |                          |

| 2. – xx. August Scorecard | Clifton | Australien 110 (105.1) & 246 (129.1) | – | Gloucestershire 191 (114.2) & 97 (74.3) |
|                           |         | Australien gewinnt mit 68 Runs       |   |                                         |

| 13. – xx. September Scorecard | Hove | Sussex 107 (88.1) & 156-2 (139) | – | Australien 154-9 (94.3) |
|                               |      | Remis                           |   |                         |

| 20. – xx. September Scorecard | Bradford | Australien 183-9d (140.2) | – | Players of the North 96 (71.1) & 195-9 (134.0) (f/o) |
|                               |          | Remis                     |   |                                                      |

| 23. – xx. September Scorecard | Nottingham | Australien 141-9d (112.3) & 77-9d (72.1) | – | Nottinghamshire 88 (86.1) & 131-9 (120.0) |
|                               |            | Nottinghamshire gewinnt mit 1 Wicket     |   |                                           |

| 27. – xx. September Scorecard | Crystal Palace | Players 90 (78.0) & 82 (55.1)    | – | Australien 133 (79.2) & 40-8 (35.0) |
|                               |                | Australien gewinnt mit 2 Wickets |   |                                     |

## Test in London
| 6. – 8. September Scorecard | London (Oval) | England 420 (210.3) & 57-5 (33.3) | – | Australien 149 (75.1) & 327 (176.3) (f/o) |
|                             |               | England gewinnt mit 5 Wickets     |   |                                           |

England gewann den Münzwurf und entschied sich, als Schlagmannschaft zu beginnen. Für sie formten die Eröffnungs-Batter Edward Grace und W. G. Grace eine Partnerschaft. Edward Grace schied nach 36 Runs aus und an der Seite von W. G. Grace erzielte Bunny Lucas 55 Runs und Billy Barnes 28 Runs. Diese wurden gefolgt von Lord Harris und W. G. Grace verlor sein Wicket nach einem Century über 152 Runs aus 294 Bällen. Der hineinkommende Frank Penn erzielte 23 Runs, bevor Lord Harris mit Allan Steel einen weiteren Partner fand. Lord Harris schied dann einem Fifty über 52 Runs aus und der Tag endete beim Stand von 410/8. Am zweiten Tag erreichte Alfred Lyttelton 11* Runs und das Innings endete nach 420 Runs für die englische Mannschaft. Beste australische Bowler waren William Moule mit 3 Wickets für 23 Runs und Alec Bannerman mit 3 Wickets für 111 Runs. Für Australien konnte dann Eröffnungs-Batter Alec Bannerman zusammen mit dem dritten Schlagmann Tom Groube eine erste Partnerschaft formen. Bannermann erreichte 32 Runs und wurde durch Percy McDonnell ersetzt. Groube schied nach 11 Runs aus und der für ihn hineinkommende Jim Slight schied ebenfalls nach 11 Runs aus. McDonnell verlor nach 27 Runs sein Wicket und der ihm folgende Harry Boyle beendete dann das Innings ungeschlagen mit 36* Runs. Beste englische Bowler waren Fred Morley mit 5 Wickets für 56 Runs und Allan Steel mit 3 Wickets für 58 Runs. Australien lag nach dem ersten Innings 271 Runs zurück und England forderte das Follow-on ein. Daraufhin konnte sich für Australien der dritte Schlagmann Billy Murdoch etablieren. An seiner Seite erzielte Percy McDonnell 43 Runs und Jack Blackham 19 Runs, bevor er zusammen mit George Bonnor den Tag beim Stand von 170/6 beendete. Am dritten Tag schied Bonnor nach 16 Runs aus und an der Seite konnten dann George Alexander 33 Runs erreichen, bevor William Moule nach 34 Runs ds letzte Wicket verlor. Murdoch hatte bis dahin ein Century über 153* Runs aus 358 Bällen erzielt und so eine Vorgabe von 57 Runs für die englische Mannschaft gestellt. Bester englischer Bowler war Fred Morley mit 3 Wickets für 90 Runs. Für England bildeten dann Eröffnungs-Batter Alfred Lyttelton zusammen mit dem vierten Schlagmann Frank Penn eine Partnerschaft. Lyttelton schied nach 13 Runs aus und Penn gelang dann mit der Unterstützung von W. G. Grace der 9* Runs erzielte die Vorgabe nach 27* eigenen Runs einzuholen. Bester australischer Bowler war Joey Palmer mit 3 Wickets für 35 Runs.

## Statistiken
Die folgenden Cricketstatistiken wurden bei der Ashes-Serie erzielt:
| Tests           | Tests      | Tests   | Tests   | Tests   | Tests   | Tests   | Tests   | Tests   |
| Batting         | Batting    | Batting | Batting | Batting | Batting | Batting | Batting | Batting |
| Spieler         | Mannschaft | Spiele  | Innings | Runs    | Average | HS      | 100s    | 50s     |
| --------------- | ---------- | ------- | ------- | ------- | ------- | ------- | ------- | ------- |
| W. G. Grace     | England    | 1       | 2       | 161     | 161,00  | 152     | 1       | 0       |
| Billy Murdoch   | Australien | 1       | 2       | 153     | 152,00  | 153*    | 1       | 0       |
| Percy McDonnell | Australien | 1       | 2       | 70      | 35,00   | 43      | 1       | 0       |
| Bunny Lucas     | England    | 1       | 2       | 57      | 28,00   | 55      | 0       | 1       |
| Lord Harris     | England    | 1       | 1       | 52      | 52,00   | 52      | 0       | 1       |
| Bowling         |            |         |         |         |         |         |         |         |
| Spieler         | Mannschaft | Spiele  | Overs   | Wickets | Average | BBI     | 5W      | 10W     |
| Fred Modley     | England    | 1       | 93.0    | 8       | 18,25   | 5/56    | 1       | 0       |
| Allen Steel     | England    | 1       | 60.0    | 5       | 26,20   | 3/58    | 0       | 0       |
| Joey Palmer     | Australien | 1       | 86.3    | 4       | 37,35   | 3/35    | 0       | 0       |
| William Moule   | Australien | 1       | 12.3    | 3       | 7,66    | 3/23    | 0       | 0       |
| W. G. Grace     | England    | 1       | 29.1    | 3       | 22,66   | 2/66    | 0       | 0       |
| Alec Bannermann | Australien | 1       | 50.0    | 3       | 37,00   | 3/111   | 0       | 0       |